# Tossal de Ripoll
El Tossal de Ripoll és una muntanya de 1.305 metres al municipi de Campelles, a la comarca catalana del Ripollès.